# Cops (serial telewizyjny)
Cops (zapis stylizowany na COPS) – serial dokumentalny przedstawiający pracę służb mundurowych. Pierwszy odcinek został wyemitowany 11 marca 1989 roku. Jest to jeden z najdłużej emitowanych programów w amerykańskiej telewizji i drugi w historii stacji FOX po serialu Simpsonowie.

## Fabuła
Serial opiera się na konwencji cinéma-vérité. Pokazana jest w nim praca służb mundurowych oraz ich rutynowe działania. Kamera towarzyszy funkcjonariuszom w czasie zatrzymywania, pościgów, strzelanin oraz przesłuchań podejrzanych. Podczas przeszukiwania osób lub pojazdów policja często natrafia na narkotyki lub nielegalną broń. Akcja nie jest opisywana głosem stałego narratora, tę funkcję pełnią policjanci którzy brali udział w danej sytuacji. Zatrzymanym przez służby ludziom najczęściej nie zakrywa się twarzy oraz nie ujawnia ich tożsamości. Także nie są podawane informacje na jaką karę został skazany podejrzany, filmowane są tylko operacje służb w terenie, bez ukazywania czynności na komisariatach i podczas procesów sądowych. Na jeden półgodzinny odcinek składają się zazwyczaj trzy policyjne interwencje.
Od swojej premiery serial wzbudzał wiele kontrowersji. Krytykowane były metody stosowane przez niektórych funkcjonariuszy i nadużywanie siły. Zwracano także uwagę na nierówne traktowanie podejrzanych, zarzut dotyczył nadmiernej brutalności wobec czarnoskórych i latynosów. Negatywnie o programie wypowiadali się również niektórzy policjanci. Chicago Police Department wydał oświadczenie w którym uznał, że ich praca nie powinna być przedstawiana w formie telewizyjnej rozrywki.
Chwalono natomiast realistyczne ukazanie codziennych obowiązków policjanta oraz brak reżyserowanych momentów, za co serial został czterokrotnie nominowany do Nagrody Emmy, a w 2008 roku zdobył nagrodę American Cinema Editors za Najlepszy program oparty na faktach.
Dotychczas odcinki serialu nakręcono w 140 miastach Stanów Zjednoczonych, a także w Hongkongu, Londynie, Petersburgu i Moskwie.
Ostatni odcinek, Love and Marriage, wyemitowano 11 maja 2020 roku. W czerwcu 2020 roku, w odpowiedzi na burzliwą sytuację w Stanach Zjednoczonych związaną ze śmiercią George’a Floyda, program został zdjęty z emisji. Kilka dni później ogłoszono anulowanie dalszej produkcji.
W 2021 roku ogłoszono wznowienie produkcji i zapowiedziano emisje nowych odcinków za pośrednictwem platformy VOD Fox Nation. Premiera pierwszego po przerwie sezonu odbyła się 1 października 2021 roku.